# Billigfluggesellschaft

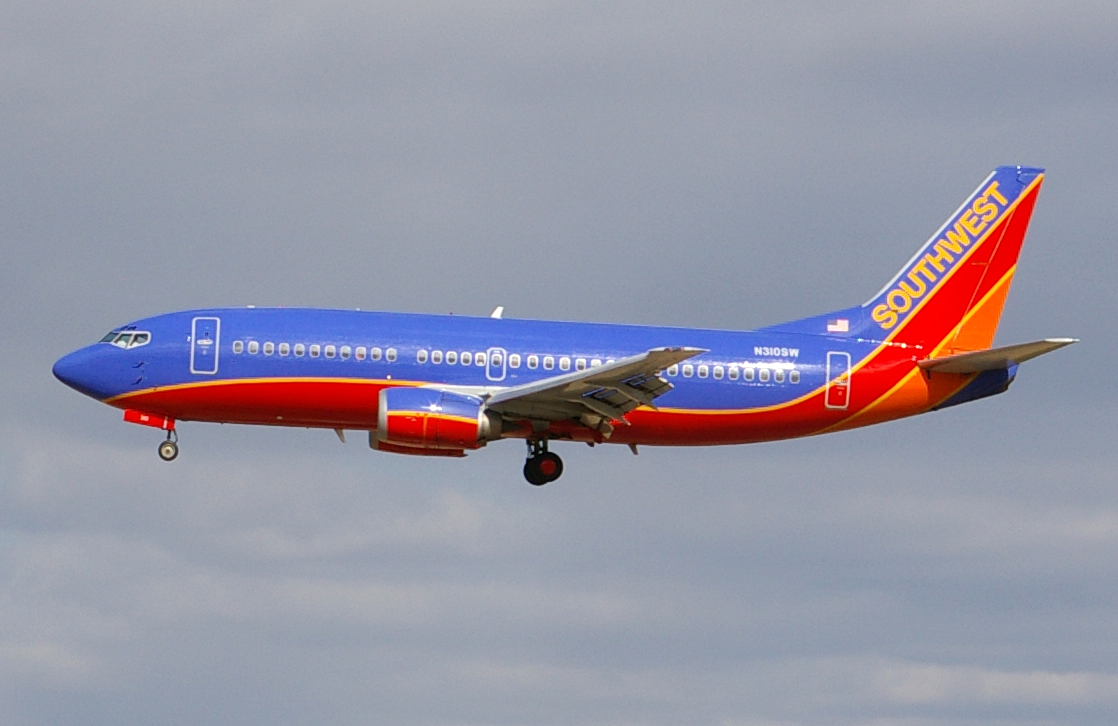
Flugzeug der Southwest Airlines

Eine Billigfluggesellschaft (auch Billigairline, umgangssprachlich Billigflieger, englisch low-cost carrier, no frills airline, budget airline) ist eine Fluggesellschaft, die im Rahmen einer Niedrigpreisstrategie Flüge billiger anbietet als klassische Fluggesellschaften und auf Komfortmerkmale verzichtet. Dienste, wie Versorgung mit Speisen und Getränken, werden meist nur gegen Bezahlung oder gar nicht angeboten. Im Gegensatz zu Netzwerk-Carriern, die ein dichtes Streckennetz mit Umsteigemöglichkeiten anbieten, arbeiten Billigfluggesellschaften vorwiegend mit Direktverbindungen, womit bei Kombination mehrerer Strecken hintereinander keine Anschlüsse garantiert werden (müssen).

## Entstehung und Entwicklung

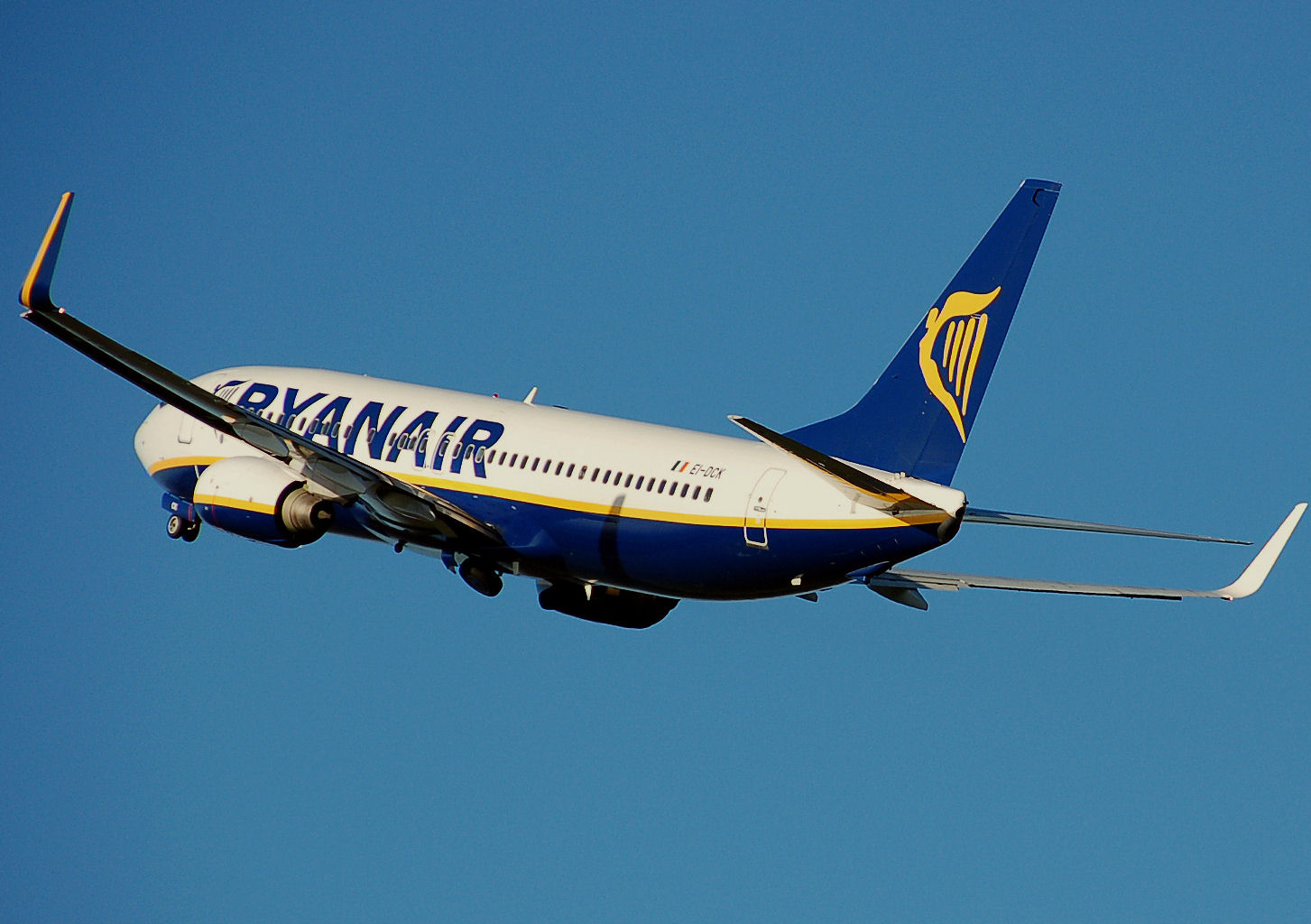
Ryanair Boeing 737-800

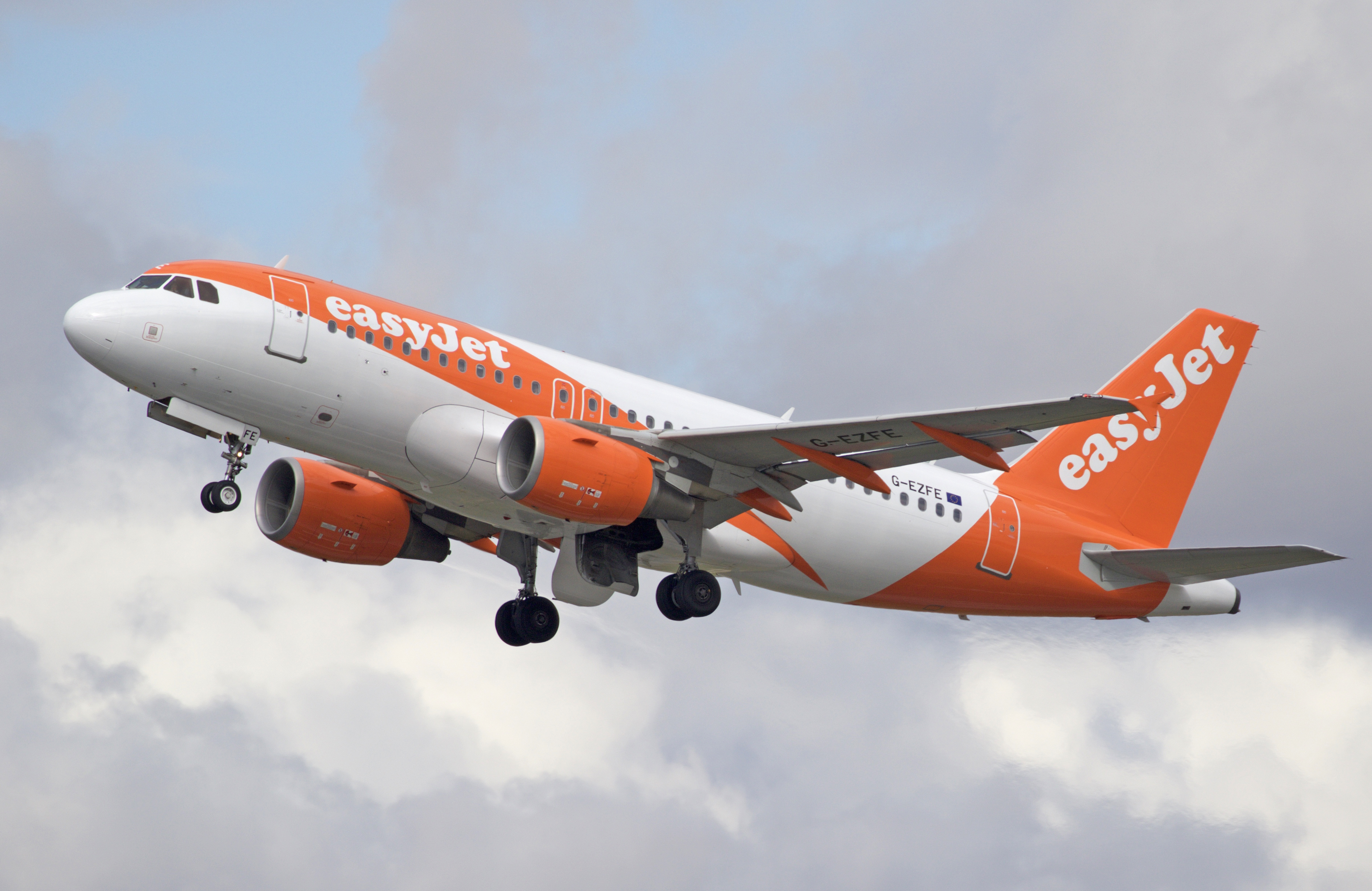
EasyJet A320

Das Prinzip der Billigfluggesellschaften stammt aus den USA und wurde dort von Southwest Airlines 1971 begonnen. Die erste europäische Fluggesellschaft dieser Kategorie war Laker Airways, die auch interkontinentale Billigflüge anbot, damit jedoch scheiterte. 1978 wurde in den USA der Airline Deregulation Act verabschiedet. Dadurch wurden Billigfluggesellschaften gefördert, da sie unter anderem günstigere Sondertarife einführen konnten, allerdings erhöhten sich auch die Unternehmenskonzentration und die längerfristigen Preise.
Ryanair übernahm das Modell 1991 und expandiert seit 1995 europaweit. Flogen 1994 nur rund drei Millionen Passagiere mit Billigfluggesellschaften, die meisten mit Ryanair, so waren es 1999 bereits etwa 17,5 Millionen. 1995 beschloss British Airways die Gründung einer eigenen Low-Cost-Sparte mit dem Namen Go, die 1998 den Betrieb ab dem Flughafen London-Stansted aufnahm. Im selben Jahr nahm easyJet ab London Luton den Flugbetrieb auf. KLM folgte dem Beispiel der British Airways im Jahr 2000, indem sie die Billigfluggesellschaft Buzz gründete. Wizz Air nahm den Betrieb im Jahr 2003 mit vier Basen auf. Im Geschäftsjahr 2019 transportierte sie 39,8 Millionen Passagieren. Im Jahr 2020 betreibt die Fluggesellschaft 124 Flugzeugen und 32 Basen in Europa und steht kurz vor der Gründung ihrer Tochtergesellschaft Wizz Air Abu Dhabi.[veraltet]
In Europa gehören easyJet und Ryanair zu den erfolgreichsten Billigfluglinien, denn aufgrund der Deregulierung im Flugverkehr konnten sie ihre Passagierzahlen enorm steigern. Seit Ryanair im Februar 2002 100 Kilometer von Frankfurt am Main entfernt mit Frankfurt-Hahn eine Basis eröffnet hat, im Herbst 2002 mit Germanwings und Hapag-Lloyd Express (heute TUIfly) zwei deutsche Billigfluggesellschaften vom Flughafen Köln/Bonn gestartet sind, boomen die Billigfluggesellschaften auch in Deutschland. Durchschnittlich wird jeder fünfte Flug in Deutschland von einer Billigfluggesellschaft durchgeführt. Damit hat sich der Anteil der Billigfluggesellschaften an der Anzahl der Flüge in Deutschland in den letzten sechs Jahren vervierfacht. Umweltorganisationen kritisieren diese Entwicklung.

## Rankings

### Nach Kapazitäten weltweit

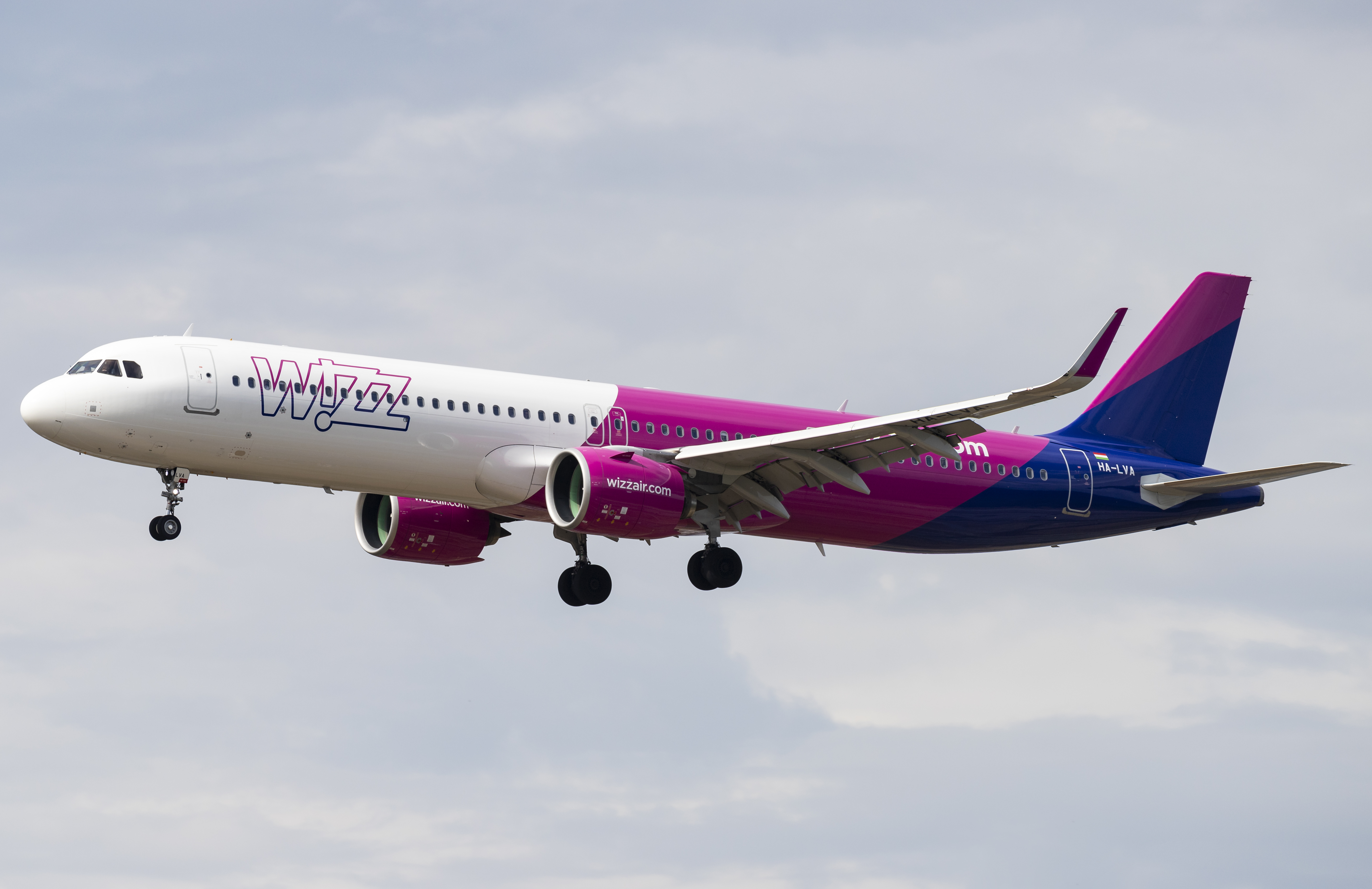
Airbus A321neo der Wizz Air am Flughafen Frankfurt Main

Laut der Datenbanken von Innovata LLC, welche Statistiken über die 800 bedeutendsten Fluggesellschaften führt, werden die Billigfluggesellschaften nach Fluggastkapazitäten in folgender Reihenfolge angeführt:
| Fluggesellschaft      | Rang | Staat                  | Kapazität     |
| --------------------- | ---- | ---------------------- | ------------- |
| Southwest Airlines    | 01   | Vereinigte Staaten     | 3.601.236.348 |
| Ryanair               | 02   | Irland                 | 2.740.188.447 |
| easyJet               | 03   | Vereinigtes Königreich | 1.590.205.540 |
| Jetblue Airways       | 04   | Vereinigte Staaten     | 1.264.619.457 |
| Gol Linhas Aéreas     | 05   | Brasilien              | 0.959.324.747 |
| Lion Air              | 06   | Indonesien             | 0.833.940.341 |
| Westjet               | 07   | Kanada                 | 0.701.488.502 |
| Norwegian Air Shuttle | 08   | Norwegen               | 0.602.731.882 |
| Jetstar Airways       | 09   | Australien             | 0.592.318.049 |
| AirTran Airways       | 10   | Vereinigte Staaten     | 0.590.901.890 |

### Nach Abflügen in Deutschland

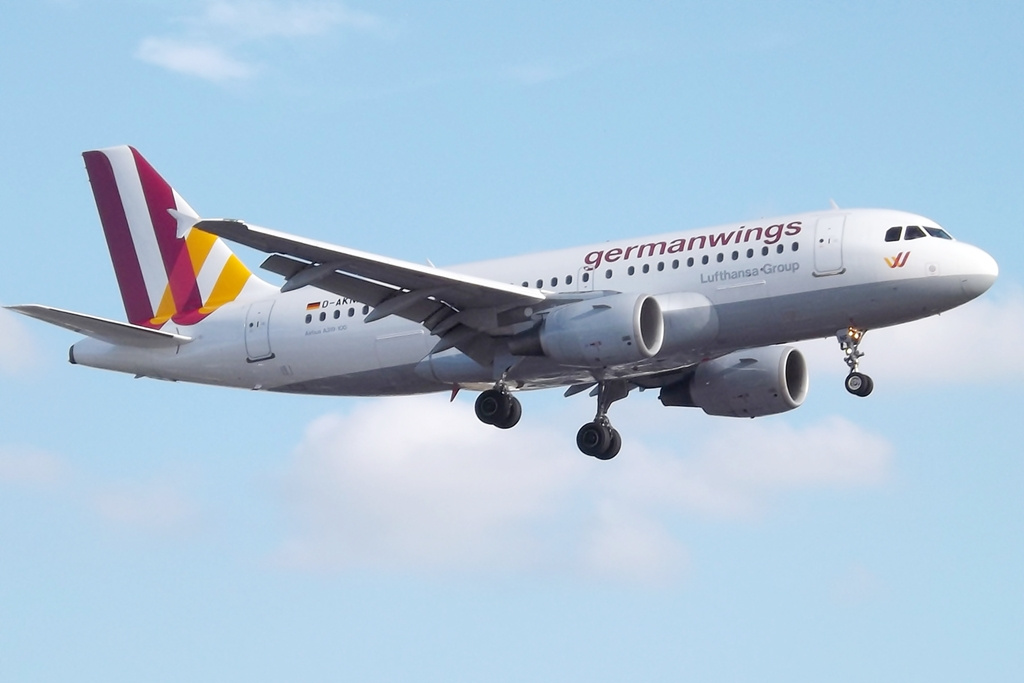
Germanwings war eine durch Lufthansa ins Leben gerufene Billigfluggesellschaft, die mit Eurowings – ebenfalls einer Lufthansa-Tochter – fusionierte

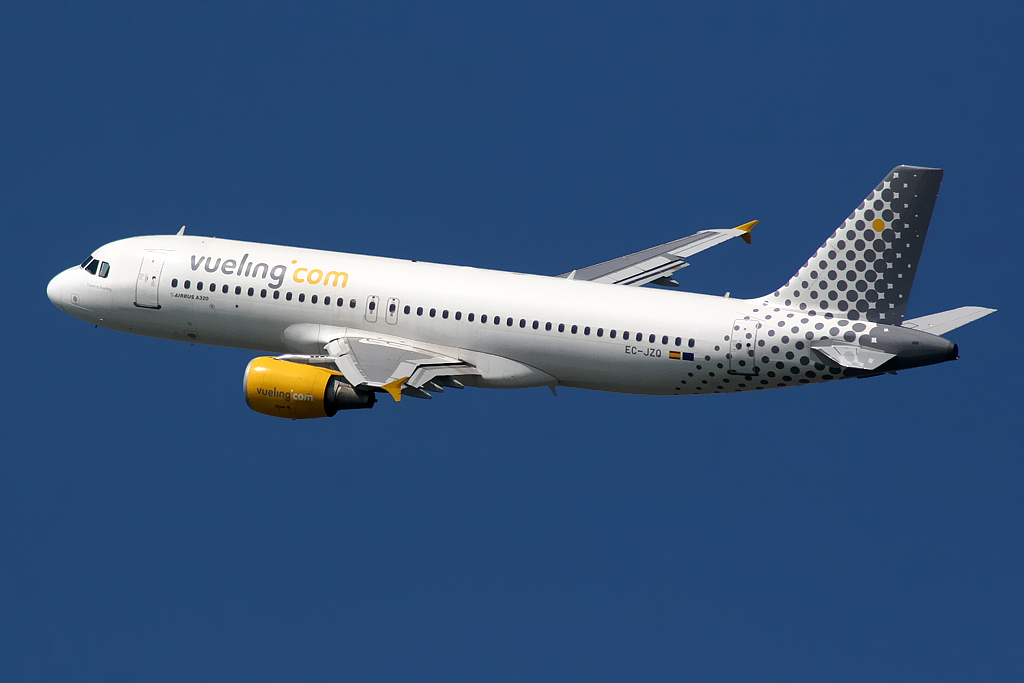
Ein Airbus A320 der spanische IAG Tochter Vueling am Flughafen Barcelona

Im zweimal jährlich erscheinenden Low Cost Monitor des DLR und des ADV wurde ein Ranking unter den in Deutschland verkehrenden Billigfluggesellschaften ermittelt. Die Tabelle vergleicht die Abflüge einer Januarwoche 2015 mit einer Juliwoche 2018. Bei innerdeutschen Strecken wurden beide Richtungen einer Strecke berücksichtigt.
|                       | 1/2015           | 1/2015      | 1/2015                       | 2/2018           | 2/2018      | 2/2018                       |
| Fluggesellschaft      | Rang Deutschland | Rang Europa | Marktanteil Deutschland in % | Rang Deutschland | Rang Europa | Marktanteil Deutschland in % |
| --------------------- | ---------------- | ----------- | ---------------------------- | ---------------- | ----------- | ---------------------------- |
| Germanwings/Eurowings | 1                | 5           | 38,3                         | 1                | 3           | 48,1                         |
| Ryanair               | 3                | 1           | 8,2                          | 2                | 1           | 18,1                         |
| easyJet               | 4                | 2           | 7,2                          | 3                | 2           | 16,2                         |
| Wizz Air              | 5                | 8           | 2,2                          | 4                | 6           | 4,0                          |
| Laudamotion           | -                | -           | -                            | 5                | 16          | 4,0                          |
| Norwegian             | 7                | 4           | 1,7                          | 7                | 5           | -                            |
| Vueling               | 9                | 7           | -                            | 8                | 4           | -                            |
| Aer Lingus            | 10               | 10          | -                            | 9                | 9           | -                            |
| Air Baltic            | 11               | 13          | -                            | 10               | 13          | -                            |

## Merkmale von Billigfluggesellschaften

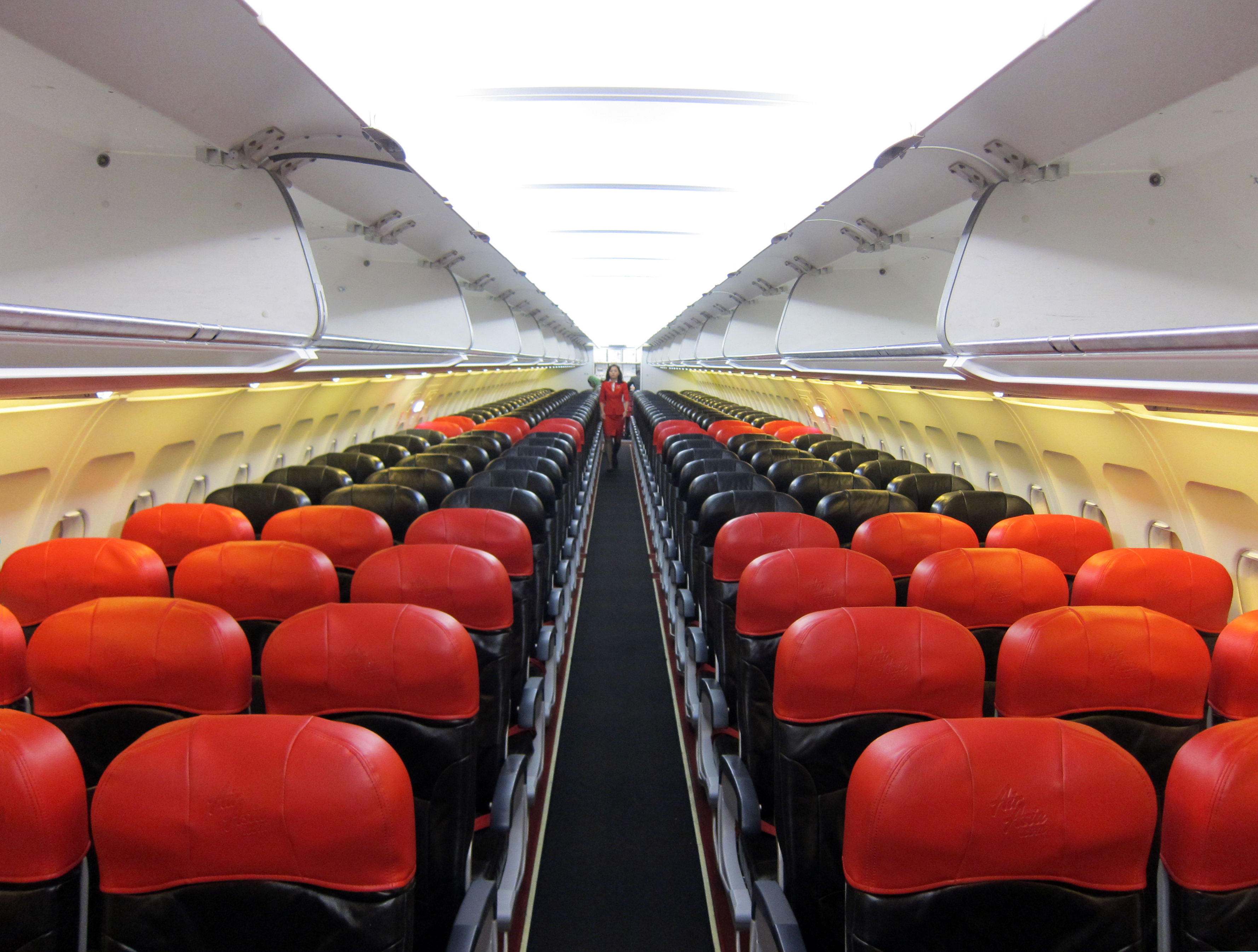
Kabine eines Airbus A320-200 der AirAsia

Es gibt keine allgemeingültige Definition einer Billigfluggesellschaft. Wenn eine Fluggesellschaft als Billigfluggesellschaft bezeichnet wird, weist sie gewisse Merkmale auf, wobei im Normalfall nicht alle Merkmale von jeder Fluggesellschaft erfüllt werden. Die Fluggesellschaften können die Tickets aufgrund folgender Merkmale billig anbieten:
- Nur ein Flugzeugtyp (meist sehr junge Flotte aufgrund besserer Treibstoffeffizienz und geringerer Wartungskosten)
- Hohe Sitzauslastung (durch dynamische Preispolitik und yield Management)
- Direktvertrieb der Tickets über die eigene Website (Umgehung von GDS-Gebühren)
- Nutzung kleinerer Flughäfen zur Verringerung von Start- und Landegebühren
- Geringe Turnaround-Time (TAT) (Zeit am Flughafen zwischen Landung und erneutem Start)
- Eine hohe tägliche Nutzzeit der Flugzeuge
- Nutzung eigener, oftmals entlegener Terminals
- Einsteigen der Passagiere über Gangways mit Treppen statt über Fluggastbrücken oder Nutzung der flugzeugeigenen Treppe
- Besatzung in der gesetzlich zugelassenen Mindeststärke
- Nur geringe Organisation der Mitarbeiter in Gewerkschaften
- Hohe Anzahl an Flugzeugsitzen in der Kabine aufgrund nur einer Bordklasse sowie mehr Sitzreihen
- Sitzplatzreservierung nur gegen Aufpreis
- Zusatzleistungen nur gegen Bezahlung (No-frills-Konzept)
- Gebühren für Gepäck, bestimmte Zahlungsmethoden, das Drucken des Boarding-Passes und sonstige Leistungen
- Angebot ausschließlich von Punkt-zu-Punkt-Verbindungen
- Keine Kundenbindungs- bzw. Vielfliegerprogramme

Auch herkömmliche Fluggesellschaften können einige dieser Merkmale erfüllen, da sie beispielsweise Einsparmaßnahmen übernehmen, die für Billigfluggesellschaften typisch sind. Umgekehrt können Billiganbieter von Teilen des No-Frills-Konzeptes Abstand nehmen. Daher ist es nicht immer möglich, eine Fluggesellschaft eindeutig als Billiganbieter zu klassifizieren. In der Regel gehen Billigfluggesellschaften keine Allianzen mit anderen (Billig-)Fluggesellschaften ein. Einige europäische Gesellschaften waren Mitglied der inzwischen nicht mehr existierenden European Low Fares Airline Association, welche gemeinsame Interessen ihrer Mitglieder vertrat.
Hinzu kommt, dass Städte und Regionen, die sich von den Flügen einen Wirtschaftsaufschwung erhoffen, die Flüge subventionieren. Zu nennen sind etwa der Ausbau von Flughäfen und Infrastruktur im Allgemeinen, Kooperationen im Zusammenhang mit touristischen Leistungen und Marketingaktionen sowie Vergünstigungen bei Sicherheits- und Terminalgebühren, bei Abfertigungsentgelten und bei Treibstoffpreisen.

## Geschäftsmodell

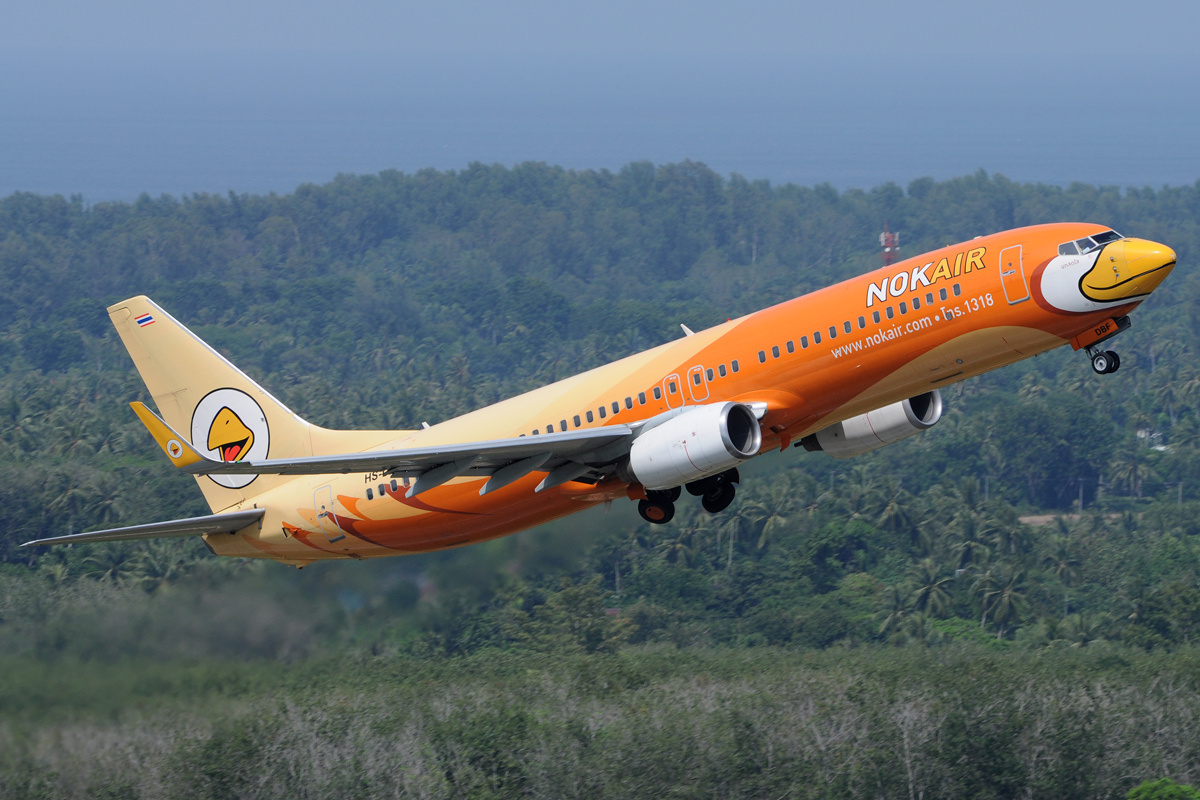
Ein Flugzeug der Nok Air

Die wirtschaftliche Grundidee der Billigfluggesellschaften war es, Flüge zu Preisen anzubieten, die deutlich unter denen der herkömmlichen Fluggesellschaften lagen. Dadurch konnten sich Menschen Flugreisen leisten, die diese zwar grundsätzlich nachfragten, denen die bis dato günstigsten Tarife aber noch zu teuer waren. Die dadurch entstandene erhöhte Nachfrage wird auch als „Southwest Effect“ bezeichnet. Um trotzdem profitabel arbeiten zu können, mussten die Anbieter ihre Kosten gegenüber den herkömmlichen Anbietern deutlich senken. Heute gibt es neben dem reinen Billigflug-Modell auch verschiedene andere Geschäftsmodelle im Billigflugsegment. Beispielsweise gründen etablierte Fluggesellschaften Billigflugtöchter, um konzernweit Marktanteile zurückzugewinnen, oder sie versuchen selbst, ihre Kosten drastisch zu senken. Unter Umständen können auch subventionierte, staatliche Fluggesellschaften am Markt für niedrigpreisige Flüge teilnehmen, ohne ihre Kosten senken zu müssen.
Darüber hinaus können verschiedene Geschäftsmodelle in einem Konzern verschmelzen, wie es beispielsweise bei Air Berlin der Fall war. Diese bot neben „Billigflügen“ auch Charter- und Langstreckenflüge an. Zudem bestanden zahlreiche Umsteige- und Zubringerverbindungen. Air Berlin bezeichnete sich daher selbst als Hybrid Carrier.

## Flugzeugtypen

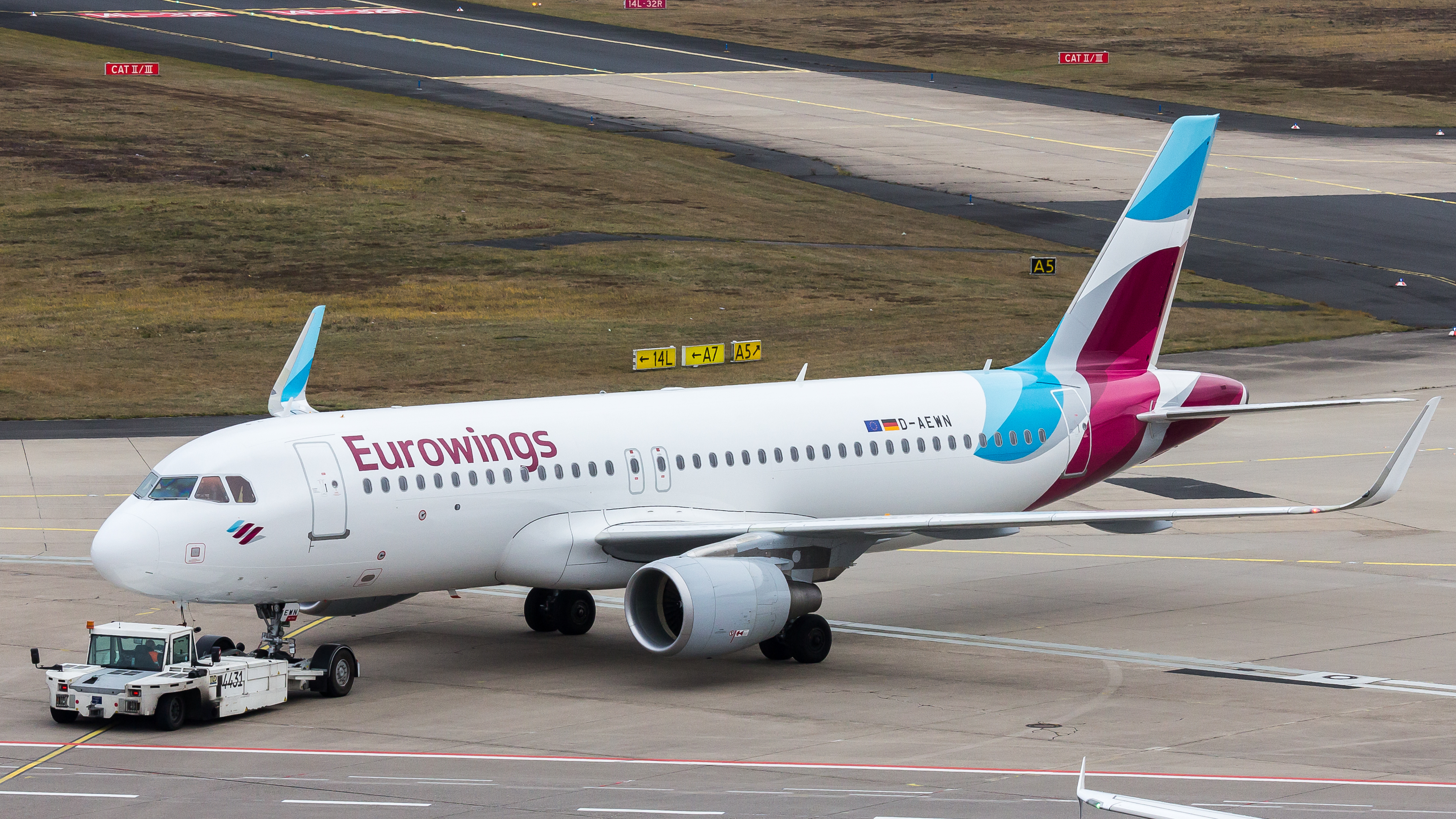
Eine Airbus A320-200 von der Eurowings am Flughafen von Köln/Bonn

Billigfluggesellschaften setzen wegen niedriger Kauf- und Unterhaltungskosten überwiegend Schmalrumpfflugzeuge ein, wie die der Airbus-A320-Familie oder der Boeing-737-Reihe. So betreibt z. B. Southwest Airlines ausschließlich Boeing 737 und Wizz Air, Lauda Europe und EasyJet ausschließlich Flugzeuge der Airbus-A320-Familie. Schmalrumpfflugzeuge bieten eine ausreichende Passagierkapazität und sind deshalb auch flexibel einsetzbar. Falls eine Maschine ausfällt, kann stattdessen problemlos eine andere eingesetzt werden. Zudem ist das durchschnittliche Flottenalter der Billigfluggesellschaften meist niedrig. So liegt das durchschnittliche Alter der Flugzeuge von Ryanair bei 5,5 Jahren, wohingegen das Flottenalter bei Lufthansa 11,9 Jahre beträgt.